# 개 같은 인생
개 같은 인생(영어: The Misfortunates)은 2009년 공개된 벨기에의 코미디 드라마 영화이다. 펠릭스 반 그뢰닝엔가 감독하고 2006년 발표 된 디미트리 페르훌스트가 쓴 동명의 반자전적인 소설을 반 그뢰닝엔이 크리스토프 디릭크스와 각색하여 공동 각본을 썼다. 이 영화에는 케네스 반배덴, 발렌티인 다에넨스, 코엔 드 그라에베, 우터 헨드릭스, 요한 헬덴베르그, 버트 하엘보엣와 길다 드 발이 출연한다.

## 출연

### 주연
- 우터 헨드릭스

### 조연
- 요한 헬덴베르그
- 코엔 드 그라에베
- 발렌티인 다에넨스
- 케네스 반배덴
- 로비 클레이렌
- 나탈리 브루즈

## 기타
- 공동제작: 제로엔 버커